# Liste des cathédrales de Hongrie
Cet article recense les cathédrales de Hongrie.

## Liste

### Église catholique
Cathédrales et co-cathédrales de l'Église catholique :
| Cathédrale                                | Ville          | Diocèse                             | Coordonnées                  | Illus. |
| ----------------------------------------- | -------------- | ----------------------------------- | ---------------------------- | ------ |
| Cocathédrale Saint-Antoine-de-Padoue (en) | Békéscsaba     | Szeged-Csanád (cocathédrale)        | 46° 40′ 53″ N, 21° 05′ 54″ E |        |
| Basilique Saint-Étienne                   | Budapest       | Esztergom-Budapest (cocathédrale)   | 47° 30′ 03″ N, 19° 03′ 14″ E |        |
| Cathédrale Sainte-Anne                    | Debrecen       | Debrecen-Nyíregyháza                | 47° 31′ 37″ N, 21° 37′ 48″ E |        |
| Cathédrale Saint-Michel-et-Saint-Jean     | Eger           | Eger                                | 47° 53′ 58″ N, 20° 22′ 24″ E |        |
| Cathédrale Saint-Adalbert                 | Esztergom      | Esztergom-Budapest                  | 47° 47′ 56″ N, 18° 44′ 11″ E |        |
| Cathédrale Notre-Dame-de-l'Assomption     | Győr           | Győr                                | 47° 41′ 20″ N, 17° 37′ 53″ E |        |
| Cathédrale de l'Assomption (en)           | Kalocsa        | Kalocsa-Kecskemét                   | 46° 31′ 48″ N, 18° 58′ 25″ E |        |
| Cathédrale Notre-Dame-de-l'Assomption     | Kaposvár       | Kaposvár                            | 46° 21′ 24″ N, 17° 47′ 19″ E |        |
| Cocathédrale de l'Ascencion (en)          | Kecskemét      | Kalocsa-Kecskemét (cocathédrale)    | 46° 54′ 26″ N, 19° 41′ 28″ E |        |
| Cocathédrale Notre-Dame-de-Hongrie (hu)   | Nyíregyháza    | Debrecen-Nyíregyháza (cocathédrale) | 47° 57′ 19″ N, 21° 42′ 58″ E |        |
| Abbatiale Saint-Martin-de-Tours           | Pannonhalma    | Abbaye territoriale de Pannonhalma  | 47° 33′ 10″ N, 17° 45′ 40″ E |        |
| Cathédrale Saint-Pierre-et-Saint-Paul     | Pécs           | Pécs                                | 46° 04′ 43″ N, 18° 13′ 25″ E |        |
| Cathédrale Notre-Dame-de-Hongrie          | Szeged         | Szeged-Csanád                       | 46° 14′ 56″ N, 20° 08′ 57″ E |        |
| Cathédrale Saint-Étienne                  | Székesfehérvár | Székesfehérvár                      | 47° 11′ 26″ N, 18° 24′ 37″ E |        |
| Cathédrale Notre-Dame-de-la-Visitation    | Szombathely    | Szombathely                         | 47° 13′ 53″ N, 16° 37′ 03″ E |        |
| Cathédrale Notre-Dame-de-l'Assomption     | Vác            | Vác                                 | 47° 46′ 33″ N, 19° 07′ 53″ E |        |
| Cathédrale Saint-Michel (en)              | Veszprém       | Veszprém                            | 47° 05′ 50″ N, 17° 54′ 10″ E |        |

## Église grecque-catholique hongroise
Cathédrales de l'Église grecque-catholique hongroise :
| Cathédrale                                                      | Ville       | Éparchie    | Coordonnées                  | Illus. |
| --------------------------------------------------------------- | ----------- | ----------- | ---------------------------- | ------ |
| Cathédrale de la Présentation-de-la-Vierge-Marie-au-Temple (en) | Hajdúdorog  | Hajdúdorog  | 47° 49′ 03″ N, 21° 29′ 59″ E |        |
| Cathédrale de l'Assomption (en)                                 | Miskolc     | Miskolc     | 48° 06′ 24″ N, 20° 47′ 25″ E |        |
| Cathédrale Saint-Nicolas (hu)                                   | Nyíregyháza | Nyíregyháza | 47° 57′ 20″ N, 21° 42′ 51″ E |        |

## Église orthodoxe
Cathédrales orthodoxes :
| Cathédrale                                  | Ville      | Notes | Coordonnées                  | Illus. |
| ------------------------------------------- | ---------- | --- | ---------------------------- | ------ |
| Cathédrale de l'Assomption (hu)             | Budapest   | Cathédrale de l'Église orthodoxe russe (diocèse de Budapest et de Hongrie)                                         | 47° 29′ 36″ N, 19° 03′ 03″ E |        |
| Cathédrale Saint-Nicolas (ro)               | Gyula      | Cathédrale de l'Église orthodoxe roumaine (évêché orthodoxe roumain de Hongrie)                                    | 46° 38′ 40″ N, 21° 16′ 56″ E |        |
| Église de la Dormition-de-la-Théotokos (en) | Szentendre | Cathédrale de l'Église orthodoxe serbe (éparchie de Buda) ; également connue sous le nom de cathédrale de Belgrade | 47° 40′ 08″ N, 19° 04′ 33″ E |        |